# Mimenicodes opacus
Mimenicodes opacus là một loài bọ cánh cứng trong họ Cerambycidae.